# European Chemical Society
De European Chemical Society (EuChemS) is een Europese non-profitorganisatie die in 1970 werd gesticht in navolging van de Federation of European Chemical Societies and Professional Institutions. De organisatie promoot de samenwerking tussen wetenschappelijke en technische verenigingen uit het scheikundig milieu. EuChemS is een associatie van de IUPAC.
In de loop der jaren is de naam van onze vereniging geëvolueerd van Federation of European Chemical Societies (FECS) naar European Association for Chemical and Molecular Sciences (EuCheMS) naar European Chemical Society (EuChemS).
EuChemS werkt overkoepelend voor een 40-tal verenigingen (waaronder de Koninklijke Vlaamse Chemische Vereniging en de Koninklijke Nederlandse Chemische Vereniging), goed voor ongeveer 160.000 scheikundigen uit 35 Europese landen. Ze houdt iedere 2 jaar een groot wetenschappelijk congres. In 2006 vond in Boedapest het allereerste congres plaats, later volgende Turijn (2008), Neurenberg (2010), Praag (2012), Istanboel (2014), Sevilla (2016) en Liverpool (2018). In 2022 zal het congres doorgaan in Lissabon. In 2024 gaat het EuChemS Chemistry Congress (ECC) door in Dublin. Naast congressen organiseert het European Young Chemists' Network (EYCN) als jongerensectie van EuChemS ook de zogenaamde Career Days, een jobbeurs voor jonge scheikundigen.